# Mycalesis dorothea
Mycalesis dorothea är en fjärilsart som beskrevs av Pieter Cramer 1782. Mycalesis dorothea ingår i släktet Mycalesis och familjen praktfjärilar. Inga underarter finns listade i Catalogue of Life.